# Sergueï Oursouliak
Sergueï Vladimirovitch Oursouliak (en russe : Сергей Владимирович Урсуляк), est un réalisateur et scénariste soviétique et russe né le 10 juin 1958 à Petropavlovsk-Kamtchatski (Union soviétique).

## Biographie
Sergueï Oursouliak nait à Petropavlovsk-Kamtchatski. Il fait des études à l'Institut d'art dramatique Boris Chtchoukine. De 1979 à 1991, il est acteur au théâtre Satiricon. En 1993, il obtient le diplôme des cours supérieurs de formation des scénaristes et réalisateurs de Moscou, sous la direction de Vladimir Motyl. 
De 2002 à 2005, il présente l'émission Pestraïa lenta consacrée à l'histoire et aux personnalités du monde du cinéma diffusée sur Pierviy Kanal.
Son feuilleton télévisé Likvidatsiya relatant l'histoire de répression du banditisme à Odessa dans les années d'après-guerre, atteint l’audience record lors de la diffusion du premier épisode sur les chaînes Inter et Rossiya 1 en 2006. Pour ce film Sergueï Oursouliak est récompensé par un prix spécial lors de la cérémonie des Nika en 2008,.  
Le 12 juin 2016, l'artiste reçoit le prix d'État de la fédération de Russie pour sa contribution au cinéma national,.
Depuis 2022, il préside le festival annuel du film Fenêtre sur l'Europe qui se déroule chaque année à Vyborg.
Il est le père de l'actrice Alexandra Oursouliak, née en 1983.

## Filmographie

### Comme réalisateur
- 1993 : Ragtime russe (ru) (Русский регтайм)
- 1995 : Les Gens d'été (ru) (Летние люди)
- 1998 : Composition pour le jour de la victoire (Сочинение ко Дню Победы)
- 2000 : Le Président de toute la Russie (Президент Всея Руси)
- 2002 : L'Échec de Poirot (Неудача Пуаро)(téléfilm)
- 2004 : Un long adieu (Долгое прощание)
- 2007 : Likvidatsia (ru) (série télévisée)
- 2009 : Issaïev (ru) (série télévisée)
- 2012 : Vie et Destin (ru) (Zhizn i sudba, Жизнь и судьба) (série télévisée)
- 2015 : Le Don paisible (ru) (Tikhiy Don, Тихий Дон) (série télévisée documentaire de 14 épisodes, adaptée du roman du même nom)
- 2018 : Nenastie (ru) (Mauvais temps) (série télévisée)
- 2023 : Le Juste (Pravednik, Праведник)

### Comme scénariste
- 1995 : Letnie lyudi de lui-même
- 2002 : L'Échec de Poirot (Neudacha Puaro) de lui-même (téléfilm)
- 2004 : Un long adieu (Dolgoe proshchanie) de lui-même

## Distinctions

### Récompenses
- Festival international des programmes audiovisuels de Biarritz 1995 : FIPA d'or de la fiction pour Russkiy regtaym
- Festival de télévision de Shanghai 2013 : Magnolia du meilleur téléfilm pour Zhizn i sudba

### Nominations
- Festival international du film de Karlovy Vary 1996 : Globe de cristal pour Letnie lyudi